# 일산 호수공원
일산의 호수공원은 총면적 103만 4000m2, 호수면적 30만m2로, 경기도 고양시 일산동구 장항동에 위치하고 있다. 1996년 5월 4일 개장하였다.

## 역사
총면적 103만 4000m2, 호수면적 30만m2가 조성되어 있다. 물과 나무 등 자연적 요소를 도입하여 도시인들이 접하기 힘든 자연생태계를 재현한 환경공원으로, 이상희 전 건설부장관의 착안과 최원만 (현 신화컨설팅 대표) 설계로 1996년 5월 4일 개장하였다. 고양시의 새로운 명소가 되어 고양시민을 비롯한 인근 수도권 시민들의 새로운 휴식공간으로 각광받고 있으며, 호수와 어우러진 주변 경관과 호수를 이용한 다양한 레크리에이션 장소로도 이용된다.
일산신도시의 개발과 함께 근린공원으로 1995년 개장한 공원은 5km의 산책로와 자전거 전용도로가 감싸는 시민들의 체육공원이고 주말이면 각종 공연과 행사가 이어지는 문화의 공간에 하나이다.
세계 각국의 정원을 재현해 놓은 주제정원과 조각공원은 사람들이 가꾸어가는 예술의 장소가 되고 1년마다 개최되는 고양국제꽃박람회는 이곳을 세계적인 꽃의 고향으로 만들고 있다. 해질 무렵 호수의 낙조와 아름다운 조명으로 꾸며지는 밤의 공원은 연인들의 데이트 코스로 인기가 높다. 호수 공원 북쪽의 노래하는 분수대는 주말의 밤을 장식하는 물과 빛의 음악 공연장이다. 단순히 높낮이를 달리하는 물의 움직임이 아니라 선택한 음악의 고저장단을 물의 세기와 흐름으로 분석하는 복잡한 컴퓨터 작업을 통해 500여 가지의 미세하고 다양한 물의 변화를 표현하는 예술의 세계를 보여주고 있다.
호숫가를 따라 7.5km의 산책로와 완만한 S자 코스 및 일직선 코스로 공원 내 일주 순환체제를 갖춘 4.7km의 자전거 전용도로가 마련되어 있다. 2만 1500여m2 부지에 지하 1층, 지상 2층 규모의 세계꽃박람회기념전시관은 꽃박람회 기간에만 개방된다.

## 시설
잔디광장, 수변광장, 인공섬, 약초섬, 자연학습원, 월파정, 야외무대, 보트장, 자전거 전용도로, 야외 식물원, 어린이 놀이터, 작은 도서관, 인공폭포, 광장, 다목적 운동장, 조류사, 노래하는 분수대, 메타세콰이어 길 등 다양한 시설이 있으며 100여 종의 야생화와 20만여 그루의 나무가 자라고 있다.
호숫가를 따라 7.5km의 산책로와 완만한 S자 코스 및 일직선 코스로 공원 내 일주 순환체제를 갖춘 4.7km의 자전거 전용도로가 마련되어 있다.
2만 1500여m2 부지에 지하 1층, 지상 2층 규모의 꽃전시관은 고양국제꽃박람회 기간에만 개방된다.

## 에피소드
당시 한국토지공사 사장으로 재직하면서 신도시 개발 계획을 주도해 분당과 일산 설계에 깊이 관여한 이상희는 다음과 같이 건립시 가졌던 착상을 밝혔다.
| “ | 스위스 남부의 레만 호수를 모델로 일산 호수공원을 구상했어요. 땅을 깊게 파 물을 채우고 용궁이 있는 수중공원을 만들 생각이었죠. 호수공원으로 이어지는 시내를 도연명의 시에 나오는 무릉도원 같은 풍광으로 조성하는 생각도 했고요. 창덕궁의 부용정을 본떠 호수 한가운데 월영정이라는 정자를 지으면 어떨까 상상도 해 봤지요. | ” |

매입한 30만평의 땅에 물을 채워 호수를 만든다는 생각은 당시 황당해 보였다고 한다.

## 전시관
- 고양 꽃전시관
- 고양 신한류홍보관
- 고양 600년 기념전시관
- 화장실문화전시관
- 선인장전시관

## 축제 및 행사
- 고양국제꽃박람회
- 고양호수예술축제
- 고양국제야외조각축제

## 교통
- 수도권 전철 3호선 마두역
- 수도권 전철 3호선 정발산역 (도보 5분)
- 수도권 전철 3호선 주엽역
- 마을버스 068번, N001번 청궁오리집 정류장 (도보6분)
- 공항버스 7300번, 7400번 일반버스 92번, 922번, 92-1번, 33번, 33-1번, 88A번 일산노인복지관 정류장 (도보7분)
- 일반버스 88A번 일산호수공원 정류장 (도보3분)
- 공항버스 7300번 시외버스 3000번, 3030번 일산호수공원관리사무소 정류장 (도보4분)
- 마을버스 010번, 081번, N003번 라페스타먹자골목 정류장 (도보11분)

## 드라마, 영화
다음과 같은 드라마, 영화를 일산 호수공원에서 촬영하였다.
| 제목         | 연도      | 제작 |
| ------------ | --------- | ---- |
| 스타의 연인  | 2008-2009 | SBS  |
| 해피시스터즈 | 2017-2018 | SBS  |

## 같이 보기
- 성남 율동공원
- 성남중앙공원
- 천안 단대호수공원